# ويليام براون (مغني)
ويليام براون (بالإنجليزية: William Brown)‏ هو مغني ومغني أوبرا أمريكي، ولد في 1938، وتوفي في 20 أكتوبر 2004.

## وصلات خارجية
- ويليام براون على موقع ميوزك برينز (الإنجليزية)
- ويليام براون على موقع ديسكوغز (الإنجليزية)